# Gronlands Idraets-Forbund
Grenlandski športski savez (ili Grenlandska športska konfederacija, inuvitski: Kalaallit Nunaanni Timersoqatigiit Kattuffiat, danski:Grønlands Idraets-Forbund)  je krovna organizacija grenlandskog športa, u kojoj su okupljene federacije raznih športskih grana na Grenlandu.
Podružne organizacije su za športove:
- badminton.
- nogomet
- rukomet
- kajak
- skijanje
- tae-kwon-do.
- stolni tenis
- odbojka

## Vanjske poveznice
- Službene stranice (na danskom, engleskom i kalaallisutu)